# Burke, Idaho
Burke är en spökstad i Shoshone County i delstaten Idaho, USA.